# Shirahime-Syo
Shirahime-Syo: Snow Goddess Tales (яп. 白姫抄 шірахімешьо) — манґа-антологія групи CLAMP. Вперше була опублікована у 1992 в журналі Haru Pretty (видавництво Kobunsha) і перевидана у 2001 в журналі Asuka Comics DX (видавництво Kadokawa Shoten). Також було випущено 1 квітня 1995 артбук.
Ця антологія включає 3 історії, не рахуючи вступу і заключної частини, які так чи інакше зачіпають уявлення про снігову жінку (юкі-онна) в японському фольклорі, яку може зустріти одинокий подорожній, якого зненацька застала завірюха.

## Сюжет
У вступній частині розповідається про чоловіка, який зустрів на пагорбі під час завірюхи одиноку гарну жінку. На пересторогу подорожнього, що під час завірюхи може з'явитися Шірахіме — богиня снігу, жінка лише посміхнулася…

### Вовча гора (яп.牙狼の山ґаро: но яма)
Юна дівчина Фубукі з благословення матері вирішує відомстити за смерть свого батька вовку, який наводить жах на всі околишню місцину. Вирушивши під час заметілі на гору дівчина зустрічається з голодною зграєю диких псів. Не зумівши впоратись з такою кількістю голодних звірів, виснажена Фубукі була готова померти, однак від смерті її рятує вовк-одинак, який розправляється зі зграєю і відносить дівчину до своєї печери. Вовк приносить їжу та доглядає за пораненою дівчиною і Фубукі розуміє, що цей звір не може бути тим чудовиськом, яке вбило багатьох людей в тому числі і її батька. Дівчина дуже радіє з життя в лісі разом з її новим другом, якого вона назвала Інукі. Однак під час однієї з прогулянок на горі вовка застрелила мати Фубукі, яка вирішила, що цей звір вбив і її дочку.

### Крижана квітка (яп.氷の花ко: рі но хана)
Юнак на березі озера розлучається з коханою і не знає через скільки років він зможе її знову побачити. Його дівчина Кая присягається крижаним озером, що буде чекати свого коханого і не зміниться. Чоловік повертається у рідне село лише через 30 років і бачить крижане озеро, в якому лежить його кохана, яка і не змінилась ззовні з тих пір.

### Щаслива пара (яп.比翼の鳥хійоку но торі)
Солдат загубився під час завірюхи і не знає шляху до свого дому, він мріє побачити свою кохану, але розуміє, що не зможе дійти додому в таку погоду. У пориві люті він вбиває одну з двох чапель, які кружляли у шлюбному танці. Зрозумівши, що він ходить колами, знесилений солдат падає і бачить сон, в якому жінка з черепом в руці вказує йому дорогу. Наляканий хлопець прокидається збирається з силами і знаходить дорогу до дому, яку йому вказала чапля, що тримала під крилом череп свого коханого.
В заключній частині подорожній бачить в небі літаючих вовків і розуміє, що жінка, яку він уздрів то і є Шірахіме. Також він дізнається, що ж таке насправді сніг. В кінці наведено хоку: «Я загубив дорогу, що веде до гірського села. Сніг, що падає — це сльози білої принцеси зими.»
«Історії богині снігу» були видані двічі в Японії у 1992 і 2001 р., а також ліцензовані в Індонезії, та перекладено англійською Tokyopop. Манґа не була екранізована, але сама Шірахіме з'являється в кліпах «Clamp in Wonderland» та «Clamp in Wonderland 2». Детальна інформація про манґу міститься у 9-му випуску антології Clamp no Kiseki.